# Antoninho Lopes
Antônio Lopes, mais conhecido como Antoninho Lopes (Bauru, 20 de Maio de 1928 - São Paulo, 13 de Agosto de 1996) foi um sambista, compositor, jornalista e humorista brasileiro. Dedicado ao samba de breque, tem composições em parceria com Adoniran Barbosa, Zé Keti, Germano Mathias, Victor Simón, Moacyr Franco, Elzo Augusto, Sereno e outros. Foi integrante do grupo Demônios da Garoa. No jornalismo foi repórter, produtor e redator. Trabalhou para TV Tupi, TV Paulista, TV Globo, TV Record, SBT, Rádio Bandeirantes, Rádio Record e Diários Associados. Foi roteirista de programas de televisão e espetáculos de humor; colaborou para episódios da Família Trapo, com Carlos Alberto de Nóbrega, Jô Soares e Ronald Golias, também para os programas Moacyr Franco Show e Praça da Alegria.

## Principais Composições
- Água de Pote - Adoniran Barbosa, Oswaldo França e Antoninho Lopes - 1952
- Pandeiro do Céu - Antoninho Lopes e Marinho - 1952
- Acordei de Madrugada - Anotninho Lopes, Sereno e Oswaldo Medeiros - 1955
- Quem Bebeu, Morreu - Elzo Augusto e Antoninho Lopes (Gravação: Demônios da Garoa) - 1955
- Maria Bofetão - Anotninho Lopes (Gravação: Demônios da Garoa) - 1956
- Senhor Delegado - Ernani Silva e Antoninho Lopes (Gravações: Germano Mathias, Gilberto Gil e Titãs) - 1957
- Panela de Pressão - Antoninho Lopes - 1957
- Capote de Pobre é Cachaça - Antoninho Lopes e Victor Simón - 1957
- Greve de Amor - Gomes Cardim e Antoninho Lopes - 1957
- Sapato de Pobre - Elzo Augusto e Antoninho Lopes (Gravação: Manoel da Nóbrega) - 1957
- Rasguei o teu retrato - Carlos Costa, Antoninho Lopes e Pereira Matos - 1957
- Sabão na Panela - Germano Mathias e Antoninho Lopes - 1958
- Pedra Dura - Benedito Augusto e Antoninho Lopes - 1958
- Paraíso de Tereza - Benetito Augusto e Antoninho Lopes - 1958
- Braço a Torcer - Alceu de Menezes e Antoninho Lopes - 1958
- Só quem sabe é você - Polera e Antoninho Lopes - 1958
- Sinfonia da Goteira - Antoninho Lopes e Oswaldo França - 1959
- A Chuva vai Cair - Antoninho Lopes e Zé da Vila - 1961
- Segura Essa Mulher - Adoniran Barbosa, Jucata e Antoinho Lopes - 1962
- E Menino - Antoninho Lopes, Zé da Vila e Ramondini - 1962
- Adoro a Boemia - Germano Mathias e Antoninho Lopes - 1962
- Se meu Apartamento Falasse - Antoninho Lopes e Oswaldo França - 1963
- Eu Vou Morrer de Rir - Antoninho Lopes, Roberto Valentim (Gravação: Demônios da Garoa) - 1965
- Casamento de Lalá - Antoninho Lopes, Nilo Silva, Roberto Valentim (Gravação: Demônios da Garoa) - 1965
- Chuva Fina - Antoninho Lopes e David Raw (Gravação: Aracy de Almeida) - 1966
- O Grito da Fiel - Claudio de Souza e Antoninho Lopes - 1974

## Discografia
- 1961 - "Menos um/Me acarimba rozimba" - (78 rpm)
- 1965 - "Eu vou morrer de rir/Casamento de Lalá" - (com Demônios da Garoa)